# Albert Dyserynckstadion
Het Albert Dyserynckstadion, bijgenaamd "De Klokke", was een  voetbalstadion in de Belgische stad Brugge. Het lag in de deelgemeente Sint-Andries. Van 1912 tot 1974 was dit het stadion van Club Brugge.

## Geschiedenis
In 1912 verhuisde Club Brugge van het Rattenplein naar De Klokke. Het veld werd zo genoemd omdat het enige herkenningspunt het tegenoverliggende café "De Klokke" (La Cloche) was. In de beginperiode moesten de spelers zich omkleden in dit café en de straat oversteken naar het stadion. Club huurde het terrein de eerste jaren van een particuliere eigenaar voor de prijs van 1.760 frank, maar op 15 juni 1920 werd De Klokke door drie geldschieters, waaronder Albert Dyserynck, aangekocht voor 50.000 frank. Deze laatste betaalde later de mede-eigenaars uit en schonk het terrein in volle eigendom aan de club. De Klokke werd later, na het plotse overlijden van voorzitter Dyserynck in 1931, hernoemd tot Albert Dyserynckstadion. In 1932 werd er een standbeeld van de overleden voorzitter geplaatst. Het verhuisde mee naar het Olympiastadion, tegenover het secretariaat van Club Brugge. Op een steenworp van waar vroeger De Klokke stond, draagt een straat zijn naam.
De terreinen besloegen drie hectare. Vrij snel werd er een bescheiden tribune gebouwd met al even bescheiden kleedkamers. 3000 toeschouwers waren getuige van de kampioenenmatch tegen Racing Mechelen in 1920. Het stadion werd trapsgewijs uitgebouwd.
In een latere fase bood het plaats aan 8000 toeschouwers, nadat de hoofdtribune werd uitgebreid tot de volledige lengte van het veld, de noord- en oosttribune uit een doorlopende staantribune van 10 rijen bestonden, waarbij de oosttribune overdekt was, en er een zeer lage overdekte zuidtribune was. Nog later beschikte het stadion over 12.000 plaatsen, na verdere verbouwingen van de noord-, oost- en zuidtribune.
In 1947 werden er ook 26 schijnwerpers geïnstalleerd.
In 1949 werd de nieuwe betonnen hoofdtribune gebouwd, met 2400 zitplaatsen, wat veel was voor die tijd. Tien jaar later werd er een eerste verlengstuk aan gebouwd en in 1967 een tweede. Dat jaar werden tevens de betonnen staanplaatsen aan de kant van Brugge-centrum verhoogd. In 1966 werd de spionkop opgetrokken. Het stadion bestond uit drie overdekte tribunes, de hoofdtribune en de zuid- en oosttribune, en een onoverdekte tribune, de noordtribune, en beschikte over vier grote lichtmasten in de hoeken. Totale capaciteit: 18.000 toeschouwers.
In 1972 werd boven op de oostelijke tribune een tweede ring gebouwd. De Klokke bood toen plaats aan 25.000 toeschouwers.
In seizoen 1974-1975 verhuisde Club Brugge naar het Olympiastadion, thans Jan Breydelstadion. Vanaf 1976 tot 1996 bespeelde Eendracht Brugge het Albert Dyserynckstadion. Eendracht Brugge betaalde daarvoor aan Club Brugge een symbolische jaarlijkse huurprijs van 1 frank. In 2000 moest het Albert Dyserynckstadion plaats ruimen voor een woonproject. Dit bracht Club Brugge zo'n 2,5 miljoen euro op.